# Dahua Technology
Dahua Technology (кит.: 浙江大华技术股份有限公司, англ. Zhejiang Dahua Technology Co., Ltd.) — китайська частково державна публічна компанія, яка виробляє обладнання для відеоспостереження. Штаб-квартира розташована в Ханчжоу.
Станом на 2021 рік Dahua є другою найбільшою компанією з відеоспостереження у світі за обсягом доходів після Hikvision.
5 червня 2023 року НАЗК внесло компанію «Dahua Technology» до переліку спонсорів війни. Причиною стало те, що компанія продовжила роботу на ринку Росії після російського повномасштабного вторгнення в Україну.